# Heptacarus notoneotrichus
Heptacarus notoneotrichus är en kvalsterart som beskrevs av Piffl 1963. Heptacarus notoneotrichus ingår i släktet Heptacarus och familjen Lohmanniidae. Inga underarter finns listade i Catalogue of Life.